# Judgment: The Court Martial of Lieutenant William Calley
Judgment: The Court Martial of Lieutenant William Calley est un téléfilm américain réalisé par Lee Bernhardi et Stanley Kramer, diffusé en 1975.

## Synopsis
Aux États-Unis, le lieutenant William Calley passe en cour martiale à cause de sa  participation au massacre de Mỹ Lai durant la Guerre du Viêt Nam où de nombreux civils innocents ont été exécutés. Les témoignages contradictoires vont confronter les juges aux complexes tactiques militaires auxquelles les combattants ont été eux-mêmes soumis et amenés à commettre les pires atrocités…

## Fiche technique
- Titre original : Judgment: The Court Martial of Lieutenant William Calley
- Réalisation : Lee Bernhardi et Stanley Kramer
- Scénario : Henry Denker
- Production : Stanley Kramer
- Montage : Gary Anderson et Jim McElroy
- Décors : Edward Stephenson
- Costumes : Tom Dawson
- Pays d'origine :  États-Unis
- Format : couleur (video) — 4/3 (1.33:1) — son monophonique
- Genre : drame
- Durée : 101 minutes
- Date de sortie : 12 janvier 1975 aux  États-Unis

## Distribution
- Tony Musante : Lieutenant William Calley
- Richard Basehart : George Latimer
- Harrison Ford : Frank Crowder
- Jan Merlin : Capitaine Briggs

## Distinction
- Emmy Award 1975 : Meilleur montage vidéo à Gary Anderson et Jim McElroy